# コンタクトレンズ
コンタクトレンズ (英語: contact lens) とは、角膜に接触（コンタクト）させて使用するレンズの形態をした器具である。文脈によっては単にコンタクトとも呼ばれる。

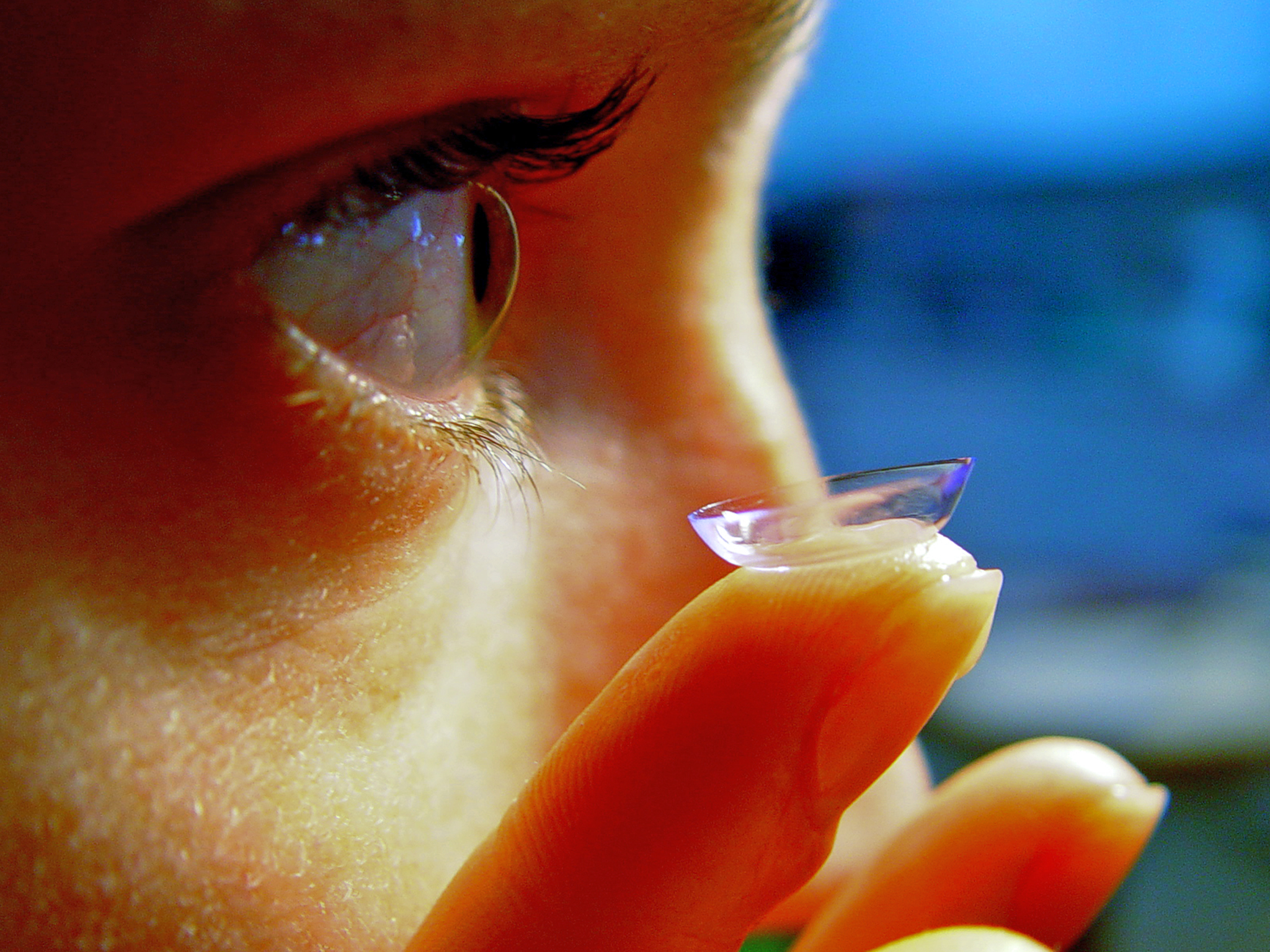
指に載せたコンタクトレンズ

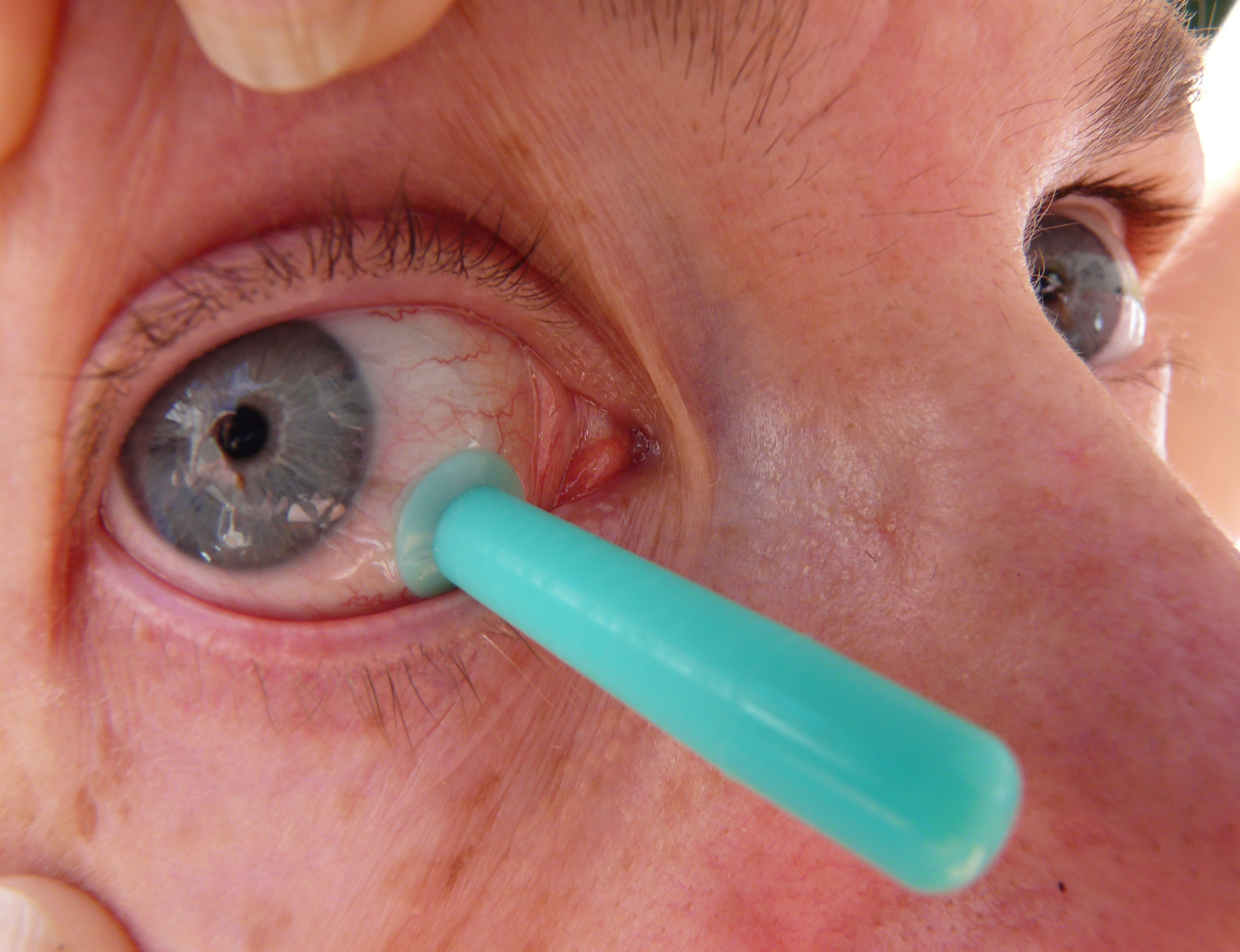
つけ外しできる器具がある。

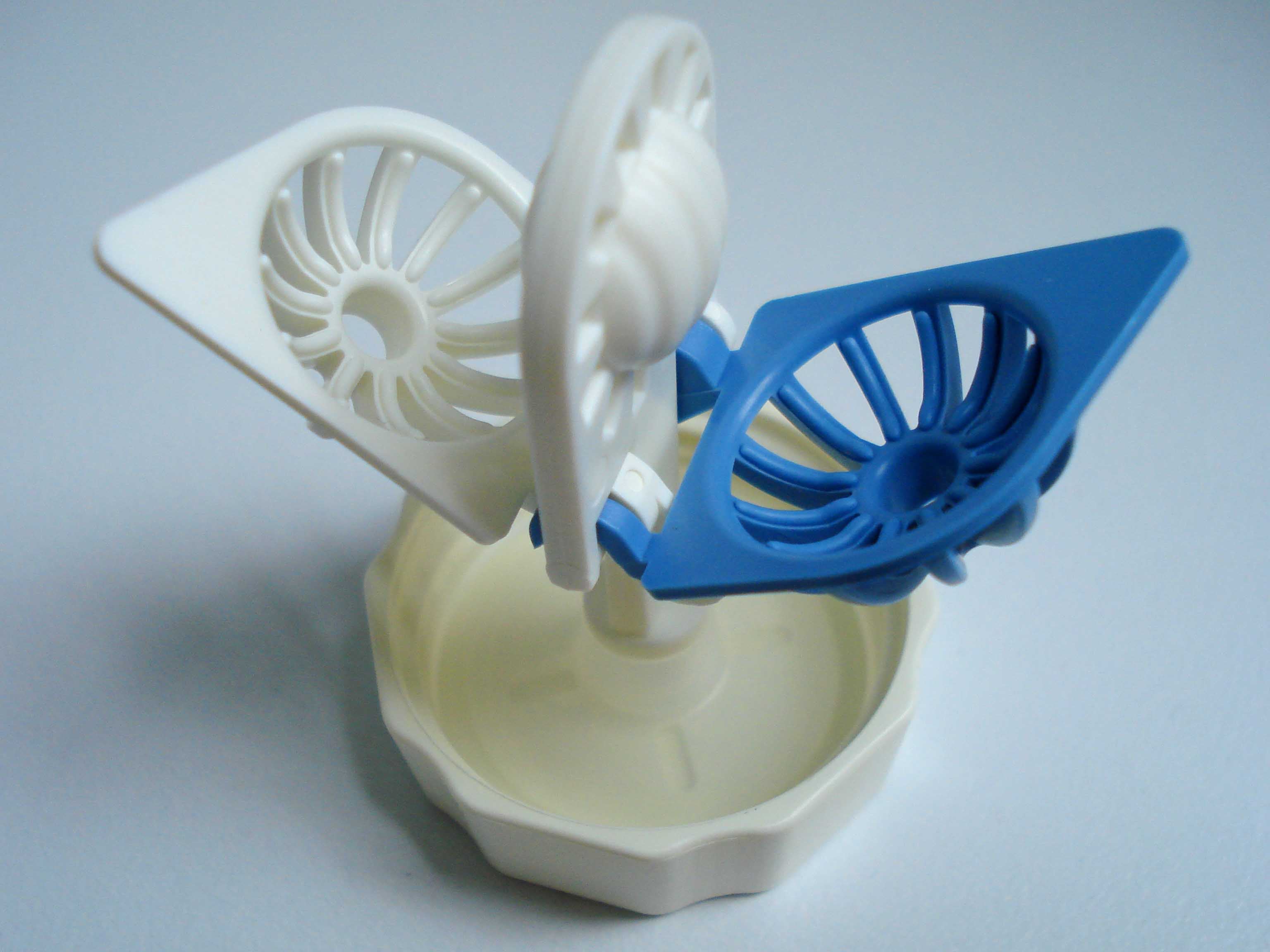
消毒・保存用の道具。

## 分類

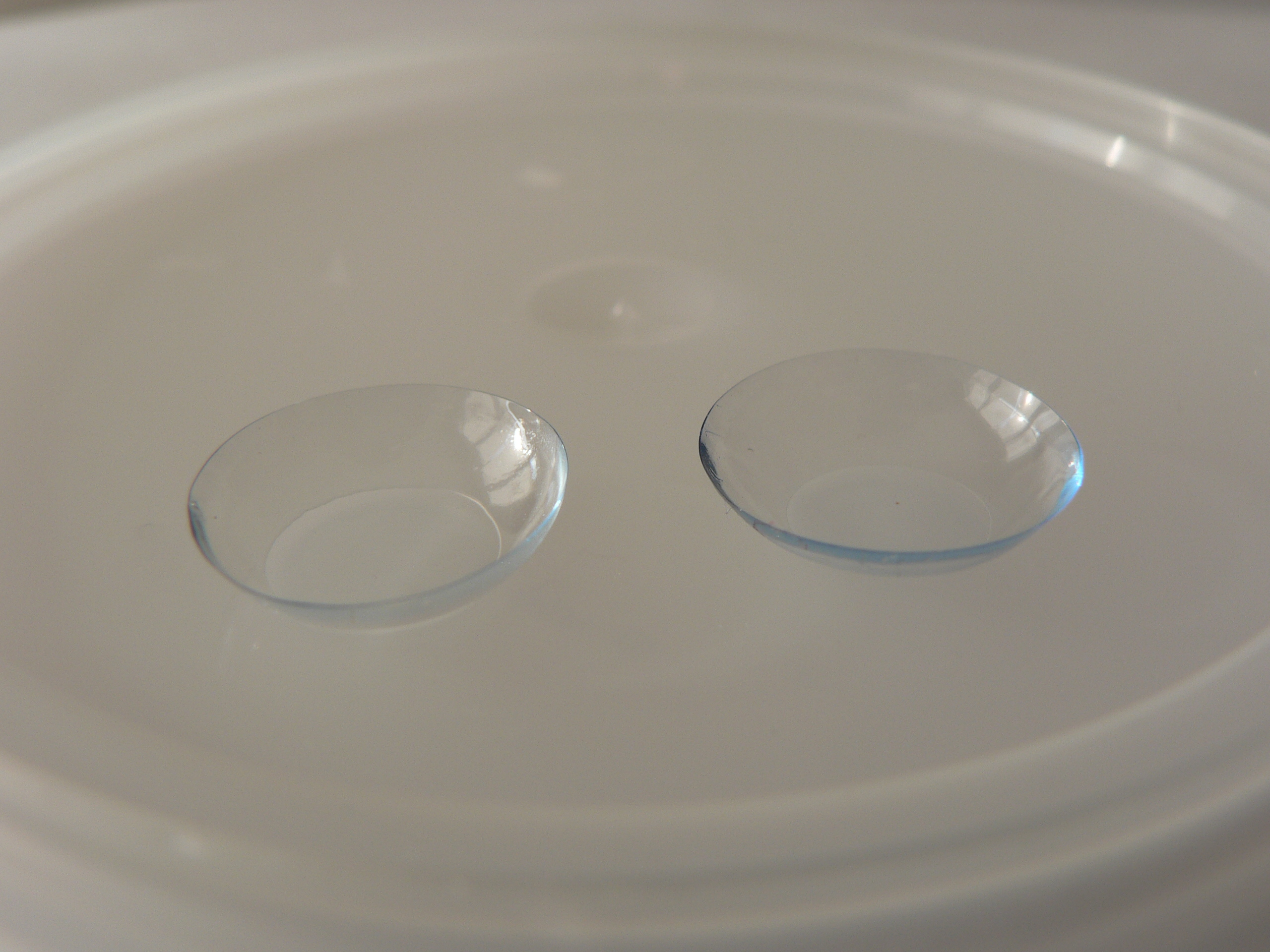

性能、使用目的、効果により分類できる。日本の医薬品医療機器等法の類別に着目した場合、以下のようなものがある。
視力補正用レンズ
近視、遠視、乱視を補正するための医療機器である（クラスIIIに該当）。同じく視力補正のために用いられる眼鏡との最大の違いは、コンタクトレンズは角膜の上に直接乗せ接触させる点である。材質によりハードコンタクトレンズとソフトコンタクトレンズに区別することができる。
日本における医療機器のクラス分類告示によれば、中分類名としての視力補正用レンズには下記の治療用コンタクトレンズ等も含まれるが、一般的名称（細分類）としての視力補正用レンズには、次のものがある。
- 再使用可能な視力補正用コンタクトレンズ
- 再使用可能な視力補正用色付コンタクトレンズ
- 単回使用視力補正用コンタクトレンズ
- 単回使用視力補正用色付コンタクトレンズ

薄いブルーなどの色付きのレンズは、まぶしさを軽減させるためではなく、取り扱い時の視認性を向上させるためのものである。
コラーゲン使用眼防護具
角膜を保護するために眼にのせるコラーゲン製の角膜シールド
角膜矯正用コンタクトレンズ
オルソケラトロジー治療に用いられるコンタクトレンズ
網膜電位計用角膜電極
網膜電位の測定時に電位信号を伝達するため、角膜表面または角膜近傍の粘膜に接触して使用する電極である。
眼科手術用レーザーレンズ
眼科手術用レーザとともに使用するレンズをいう。通常透明の物質で、眼球、眼窩または周辺の皮膚の組織を凝固または切断するために用いるレーザ光を治療部位へ導光するために用いられるものである。
検査用コンタクトレンズ（単回使用）
特定の眼科疾患または状態の診断を支援するために用いる、眼の前面に装着するコンタクトレンズのうち、単回使用のもの。

治療用コンタクトレンズ
眼病の治療の目的で使用するものである。眼の保護、前房の封鎖、薬剤の送達、角膜曲率の変更、または網膜の治療での使用を目的とする。日本では、医療機器（クラスIII（高度管理医療機器））である。
検査用コンタクトレンズ（再使用可能）
単回使用のものは類別上「視力補正用」に位置づけられるが、再使用可能な検査用コンタクトレンズは、類別上は「検眼用器具」とされる。この「検眼用器具」には、検眼レンズや隅角鏡などが分類される。
非視力補正用色付コンタクトレンズ（ファッション用カラーコンタクトレンズ）

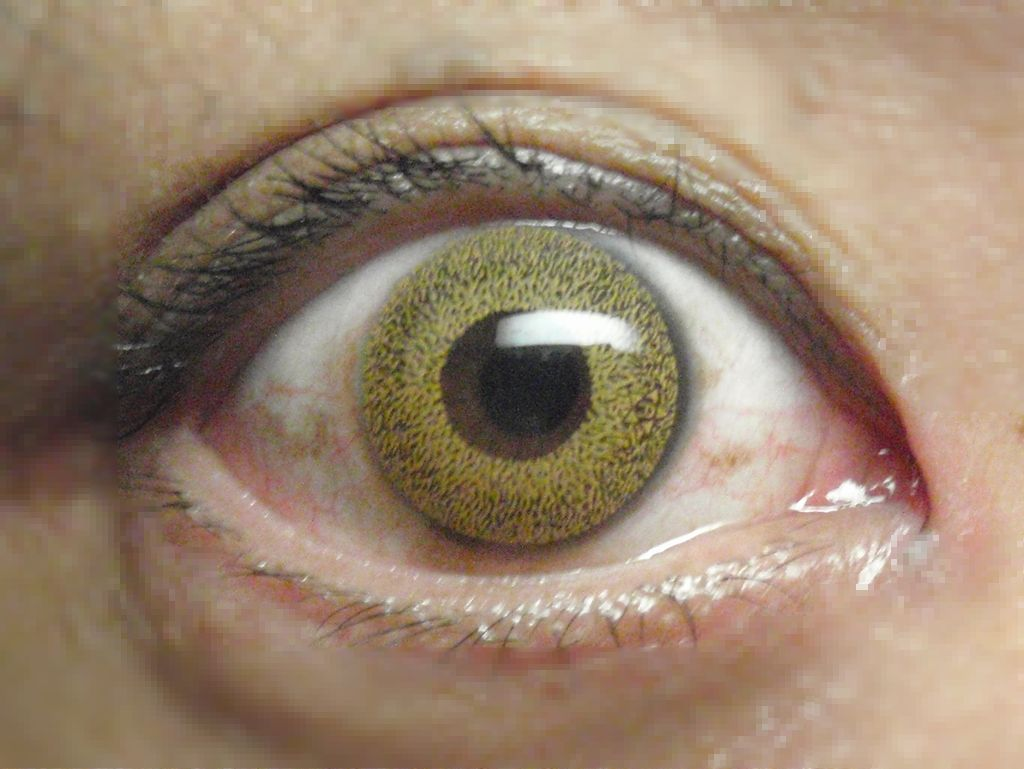
カラーコンタクトレンズ装用例

- 再使用可能な非視力補正用色付コンタクトレンズ
- 単回使用非視力補正用色付コンタクトレンズ

非視力補正用色付コンタクトレンズは、視力の補正や治療・検査を目的とせず、ファッションのために虹彩部分の外観上の色を変えることを目的とするコンタクトレンズである。
他の視力補正用のコンタクトレンズも完全に無色透明なものは少なく、着け外しや手入れといった取り扱いの際にコンタクトレンズ自体を見やすくするために薄く着色されたものが多い。その場合添付文書の品名表示は「色付ソフトコンタクトレンズ」などとなっているが、これらは取り扱いの便のための着色であって瞳の外見を変えることを目的としていないので、通常カラーコンタクトレンズには含めない。カラーコンタクトレンズと言った場合は、取り扱いのために着色されたレンズは含まず、外観上の色を変えることを目的に濃く着色されたコンタクトレンズを指す。日本では「カラコン」と略称される。
審美目的であるため、日本においては以前は医療機器に該当しなかったが、カラコンの品質に起因する角膜炎や失明の報告が多数あったことを受け、2009年11月以降「再使用可能な非視力補正用色付コンタクトレンズ」「単回使用非視力補正用色付コンタクトレンズ」として医薬品医療機器等法による医療機器になった。（規制の経緯については後述）。

## 視力補正用コンタクトレンズ

### 特徴
眼鏡による近視矯正では物が小さく見えるとよく言われるが、近視の多くを占める軸性近視の場合、これは厳密には正しくない。軸性近視では凸レンズである角膜や水晶体が正視の場合より網膜から離れてしまっている。凸レンズには目から離れるほど物を大きく見せる効果があるので、軸性近視の者が裸眼で物を見た場合、凸レンズである角膜や水晶体が網膜から離れてしまっている分、正視より網膜に物が大きく映っている。眼鏡で近視を矯正すると、軸性近視により網膜像が拡大される効果と凹レンズにより縮小される効果が相殺して正視に近い大きさの像が網膜に映る。それに対してコンタクトレンズによる矯正では、角膜との間の距離がゼロに近いため、軸性近視により拡大されたままに近い大きさで物を見ることになる。強度の軸性近視により網膜が委縮して視力が出にくくなっている場合、コンタクトレンズによる矯正として網膜像を拡大されたままとすることにより視力が出やすくなる。
また、強度の屈折異常や左右の視力が大きく異なる場合には眼鏡での矯正が難しいことがある。人によってはそれ以上の左右差があっても案外平気で眼鏡で矯正できることもあるが、一般に、目安として左右で2D以上の差があると眼鏡による矯正が難しいとされる。頭痛や眼精疲労を伴うために長時間装用できない者も多い。このような場合はコンタクトレンズが好適である。
眼鏡は、視線を動かしても動かない。そのため視線を大きく動かすと、光学性能の劣るレンズ周辺部や、さらには眼鏡レンズの外を通して物を見ることになり、視力矯正が十分にできなくなることがある。コンタクトレンズは角膜に装着するため、視線とともに動き、視線を大きく動かしたときでも十分な視力矯正ができる。反面、視線の向きによってレンズ内の異なる部分を通して物を見ることを利用して眼鏡では古くから遠近両用を実現してきたが、コンタクトレンズではこの方式の遠近両用が難しい。他にも、眼鏡を装着した場合と比べて、容姿を変えることなく視力を矯正することができる、といった美容・美観上の利点を目的とする者もいる。
近視を眼鏡で矯正したときには凹レンズのプリズム効果によって輻輳が助けられて読書などで近くを見るときも目をあまり内向きにせずに済み、目が疲れにくいという効果が得られるが、コンタクトレンズではこうした効果は得られない。また、近視を眼鏡で矯正したときには見かけの調節により老眼になっても近くのものがある程度見やすい効果もあるが、コンタクトレンズではこの効果もほとんど得られない。
眼鏡は寒い屋外から暖房の効いた室内に入ったときなどに結露でレンズが曇ることがあるが、コンタクトレンズは空調の効いた室内にずっといただけでもレンズが乾燥して眼に不快感を生じたり、レンズ表面の涙の膜が破壊されることにより見え方が曇ったりすることがあり、その対策としてコンタクトレンズ用の目薬を使用する必要が生ずることさえある。
片眼鏡や鼻眼鏡のような古い形式の眼鏡は使用中に外れて落ちてしまうことがあったが、今日一般的な眼鏡は、ずれやすいものでも精々鼻先にずれてしまう程度で、地面まで落下してしまうことは考えにくい。それに対して、コンタクトレンズは白目までずれてしまって視力矯正の役を果たさなくなったり、地面まで落ちてしまったりすることがある。
コンタクトレンズは、機能の面で眼鏡よりも優れた点もある反面、装用に伴う眼への負担が大きく、手軽さに欠け、制限も多い。洗浄や消毒を適切に行う、装用時間を守る、使用期限を守る、装用したまま眠らない、自覚できる異常が無くても定期的に医師の検診を受けるなど、製品の使用説明や眼科医の指示を守って正しく使用することが重要である。1日使い捨て型のコンタクトレンズは、洗浄や消毒を行う代わりにレンズを毎回破棄する。洗浄や消毒の不備による眼障害を防ぐため、洗浄や消毒自体をしない一日使い捨てのコンタクトレンズしか処方しない方針の眼科医もある。
角膜には血管が無いため、酸素の供給は外気から涙液を介在して行なわれる。コンタクトレンズを装用した状態では、酸素が涙液へ容易に取り込まれないため、角膜へも酸素が供給されにくくなり角膜への負担になる。どんなに酸素透過性が高いレンズでも、裸眼に比べると装用状態では角膜への負担となる。

### ハードコンタクトレンズ
従来は材料にPMMA（Polymethylmethacrylate, ポリメチルメタアクリレート）というアクリル樹脂の硬質プラスチックを使ったもので、純粋なPMMA は、加工しやすく耐久性に優れていたが、酸素を通さないため、装用時間に限界があり装用時の違和感が大きいもので、現在はほとんど使われていない。現在、ハードレンズとして広く使用されている酸素透過性レンズ（O2レンズ、RGPレンズ、Rigid Gas Permeable Lens）と呼ばれるものは、PMMAにケイ素を加えることで酸素を透過するようにしたものであり、これは同時にハードレンズとしては比較的柔らかくなり、そのために乱暴に扱うとレンズが傷付くことがある。
ハードレンズはソフトレンズと違って、装用中にも瞬きの度にレンズが動くことにより、涙が入れ替わって涙に含まれる酸素を取り入れることができるため、角膜に多くの酸素を供給することができる。一般にハードレンズはソフトレンズに比べて単価は高いが取り扱いも容易であり、レンズの寿命もより長いため、長く使えば使うほどソフトレンズより安価となる可能性がある。
角膜に異常が起これば痛くて装用できなくなるため、角膜障害が重度になることが少ない。ただし、装着時の違和感はソフトレンズに比べて依然大きく、また激しい運動などの際にずれやすい。症例によってはハードコンタクトレンズしか使用できない場合もある。
角膜矯正用コンタクトレンズ
オルソケラトロジー用のレンズである。 睡眠中に装用し、起床時に外すハードコンタクトレンズ。角膜形状を変形させることにより視力を矯正。レンズ自体に度を入れ、普通のコンタクトレンズとしての装用も可能。

### ソフトコンタクトレンズ

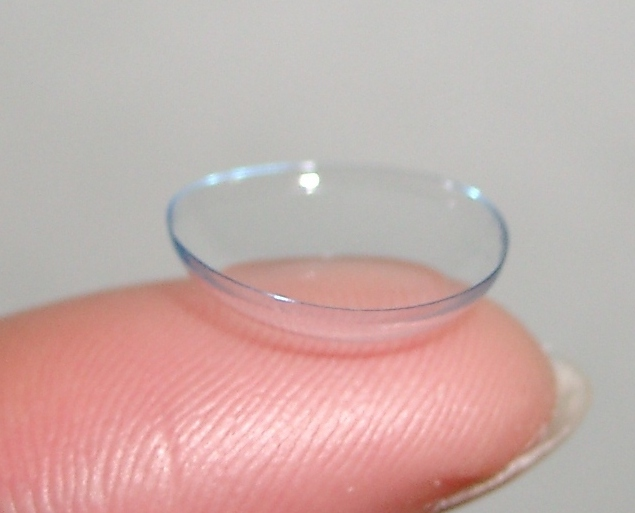

素材は Poly-HEMA （ポリメタクリル酸ヒドロキシエチル）あるいは PVP （ポリビニルピロリドン）というゲル状の合成高分子化合物（ハイドロゲル）を使った、水分を比較的多く含む含水性ソフトコンタクトレンズと、ブチルアクリレートとブチルメタクリレートの共重合体を使用した、水分を含まない非含水性ソフトコンタクトレンズ（現在日本で入手可能な製品は存在しない）とがある。
- 弾力性に富むので装着時の違和感が小さい反面、損傷しやすく、乾くと特に脆弱となる[7]。
- 長期間使用するものでは、細菌が繁殖しないよう頻繁な洗浄と定期的な消毒が必要である。

ソフトコンタクトレンズには、1日や1週間程度まで手入れを行わずに用いる使い捨てタイプ （ディスポーザブル）と、若干の手入れを行いながら2週間ほどだけ使用する頻回交換型（フリークエントリプレースメント）の他に、手入れを行いながら1ヶ月や3ヶ月程度使用する定期交換型（プランドリプレースメント）も存在する。日本では一般的に一定期間の使用後に破棄をすることから1日、1週間、2週間、1か月、3か月タイプのソフトレンズを総称して使い捨てレンズと呼んでいる。
使い捨てレンズは、目から分泌されるタンパク質などの汚れがレンズに蓄積して目に悪影響を及ぼす前に新しいレンズと交換することで安全性を高めるものなので、レンズケアの方法やレンズの交換期限を遵守するなど、正しい使用方法が求められる。
従来のソフトレンズ素材では、酸素透過率を高めるために含水率を高める必要があった。ところが、含水率が高いほど脂質やタンパク質がレンズに沈着しやすく、衛生状態を保つには洗浄や殺菌作業の頻度が増してしまうという問題があった。新素材のシリコーンハイドロゲルは、含水率に頼らず高い酸素透過性が得られるため、このような問題を解決するとして注目されている。
ソフトコンタクトレンズはハードコンタクトレンズよりも装用感で優れているが、そのために角膜に障害が起きても自覚しにくく、重症になるまで放置してしまう結果になることがある。

### 乱視用コンタクトレンズ
ハードコンタクトレンズはレンズ自体が硬質なため、特に乱視用を謳っていない製品でもある程度までの角膜乱視であればレンズと角膜間を涙が埋める涙液レンズと呼ばれる効果により乱視矯正効果があるが、それでは矯正できない乱視を矯正するための乱視用ハードコンタクトレンズも存在する。通常、矯正に用いる曲面の位置によってフロントトーリック、バックトーリック、バイトーリックと区別されている。乱視矯正に特化したハードレンズではバックトーリックを採用している場合が多く、一般的にソフトレンズよりも矯正効果が高いとされる。
円錐角膜患者のハードレンズにおける乱視矯正ではフィッティングが特に重要となるため、多くの経験を持つ医師による処方が望ましい。
ソフトコンタクトレンズではレンズが軟質であり、レンズが角膜の形状に合わせて変形してしまうので前述のような効果は得にくく矯正しにくい。故に乱視用ソフトレンズでは乱視の方向（軸角度）に対し、適切な矯正度数を追加する特殊形状となっている。
乱視用でないコンタクトレンズは瞬目時のレンズの回転は問題にならないが、乱視用のコンタクトレンズの場合は特定方向に追加度数が入っておりレンズが回転しては乱視度数を入れたがためにかえって見にくくなるという逆効果になるため、レンズの下部に厚みをつけ、重力や瞬目時の圧力に応じて厚みのある方向が必ず下に保持されるように作られているプリスムバラスト設計や、レンズの左右のみを楕円状に厚みをつけ、瞬目時の圧力により厚みのある部分が横方向に保持されるダブルスラブオフ設計などにより乱視軸とのずれを防ぐ工夫が施されている。また、一部のメーカーではこれらを組み合わせにより回転を抑える機構を持つものも存在する。
しかし、通常のソフトレンズと比べると
- 回転抑止の工夫によりレンズ径が大きく厚くなりがちで、涙液交換が起こりにくいため張り付き感やくもりなどの装用感の悪化を招きやすく意識的な瞬目や点眼が必要なこと。
- 回転を完全には防止できないため見え方の質が低下しやすいこと。
- 追加度数の存在のため使用できる製法が限定され単価が高価であること。
- 製品の規格にない乱視軸では近似して使用しなければならないこと
- 強度近視用、遠視用との組み合わせでの製品があまり存在しないこと。
- 遠近両用との組み合わせが存在しないこと。

などが問題点である。
このような問題点のためソフトコンタクトレンズでは強い乱視でなければあえて矯正せずに乱視用でないソフトコンタクトレンズとし、近視を強めにあるいは遠視を弱めに矯正することで視力を出すことも多い。
乱視用ソフトレンズには細隙灯顕微鏡による観察で使用するための通常目視では観察できないガイドマークが存在し、眼科医による処方の際のフィッティング評価指標として用いられている。また、装用時の目安となるガイドマークや刻印などが入っていることもあり、これに従い装用することで適切な軸角度保持を補助するものも存在する。

## 色付コンタクトレンズ
医療機器のコンタクトレンズが、その製造販売にあたって承認を受ける必要があるのに対し、美観のための度無し色付コンタクトレンズ（おしゃれ用カラーコンタクトレンズ、「カラコン」）は雑貨として扱われ、公的な品質の審査手続きはなかった。このため、粗悪な作りのカラーコンタクトレンズは、着色剤が溶け出し炎症を起こしたり、時には失明したりと、その品質に起因する事例も報告されていたが、これを直接規制する方法がなかった。なお、度入りカラーコンタクトレンズは、以前から医療機器となっている。
また、使い捨てレンズの継続使用や、眼科医の検査を受けずに装着する連続使用等、コンタクトレンズの不適切な使用に起因すると思われる眼病の増加が、眼科医や日本眼科学会から指摘され、日本国政府は「おしゃれ用カラーコンタクトレンズ」の規制に乗り出した。2008年（平成20年）7月10日に、厚生労働省・経済産業省が、医薬品医療機器等法の枠内で規制を行う方針を固め、2009年（平成21年）4月28日に、医薬品医療機器等法および関連省令等を改正し、同年11月4日に施行されて、以降は医療機器となった。
一部の指定自動車教習所の校則（規約）においては、たとえ視力を適性試験基準以上に矯正できていても、カラーコンタクトそのものを視力矯正器具として使用するところを禁じている学校もある。しかし、運転免許証の新規取得や更新時の適性検査では、書面上そのような規定は書かれてない。ただし、裸眼により試験基準を満たしている者が、カラーコンタクトレンズを装着して適性検査を受けてしまうと、免許の条件欄に眼鏡等が記載されてしまう可能性がある。その状態で裸眼で自動車を運転すると、運転条件の交通違反となり、反則金の対象となるので注意が必要である。

## 歴史
1801年にトマス・ヤングが、1823年にイギリスの物理学者ジョン・ハーシェルがコンタクトレンズに関する実験を行っている。コンタクトレンズの語は、ドイツの生理学者アドルフ・ガストン・オイゲン・フィック (Adolf Gaston Eugen Fick) の名付けた"Kontaktbrille"に由来する。製品としては、カール・ツァイスが1892年に試作し、1911年に製品化しているが、全て度無しのレンズであった。
当時は原料がガラスであり、角膜すなわち黒目の曲率に合わせるためには多くの形を用意する必要があった。そこで1931年にレンズを強膜と接触させ、角膜とは間に液体を入れることで直接レンズに触れさせないタイプの「角鞏膜コンタクトレンズ」が発明され、ヨーロッパを中心に主流となった。一方、米国ではアクリル樹脂である PMMA を使った角膜に触れさせる、正確にはわずかに隙間を設ける形式の「角膜コンタクトレンズ」が急速に普及し、後にはコンタクトレンズといえば角膜コンタクトレンズを意味するようになった。
日本では、佐藤勉が角鞏膜コンタクトレンズを、水谷豊が角膜コンタクトレンズの研究を進め、しばらくの間脱落防止性能や装着時間などを競い合った。この頃には角鞏膜コンタクトレンズもアルギン酸と石膏を使ったモールディングで眼球の型を取った接触型のものができるようになった。一方、角膜コンタクトレンズは、曲率半径7.33 - 8.59で20段階に設定された角膜レンズ検査セットを患者の目に装着させて角膜の型を測定するという方法であった。
- 1508年:レオナルド・ダ・ヴィンチが視力矯正器具としてのコンタクトレンズのアイデアを考案した[13][14]。但し、俗説であるとの意見もある。
- 1887年:アドルフ・ガストン・オイゲン・フィックにより初のガラス製コンタクトレンズが製作された。
- 1932年:イギリスのインペリアル・ケミカル・インダストリーズ (ICI) 社により透明度の高いPMMAが開発され、同年、アメリカ合衆国のロームアンドハース社によって市場に導入される。
- 1936年:米国のオブリッグとミュラーがPMMAをレンズに使用できることを実証した。
- 1937年:ウイリアム・ファインブルームによりガラスとプラスチックの半合成レンズが作られる。
- 1940年:オブリッグにより全プラスチックのレンズが作られた。
- 1948年:アメリカのトヒーが PMMA を用いてハードタイプのコンタクトレンズの原型を作り出す。
- 1949年:名古屋大学の水谷豊博士が日本で初めて臨床試験に着手した。
- 1951年:水谷、円錐角膜患者に対し、臨床的に成功を収めた。
- 1951年:株式会社メニコン創業者田中恭一が日本初の角膜コンタクトレンズの実用化に成功した。
- 1960年代:チェコスロバキア（当時）のオットー・ウィフテルレは自ら発明したアクリル系ハイドロゲル (HEMA) を使い、ソフトコンタクトレンズを開発した。
- 1970年頃: RGP が登場した。
- 1971年:米ボシュロム社によって初めて製品化されたソフトコンタクトレンズが発売された[注 5]。
- 1988年:米国では、アメリカ食品医薬品局 (FDA) が使い捨てコンタクトレンズを認可した。

## 製造方法
コンタクトレンズの製造方法には以下のものがある。
- キャストモールド製法（鋳型法）
- スピンキャスト製法（遠心成型法）
- レースカット製法（切削研磨法）

使い捨てコンタクトレンズではキャストモールド製法が主流となっている。

## 検査
コンタクトレンズの選定にあたっては以下の検査が必要となる（眼科医による処方）。
Sphere（SPH）・Power（PWR）：度数
「-」は近視矯正で、「+」は遠視矯正で、「0」は度数が入っていないレンズ。視力矯正用のコンタクトレンズでは、度数0ならばコンタクトレンズを着けなければよいことなので、度数0のレンズは製造されない。治療用コンタクトレンズやカラーコンタクトレンズなどは、視力矯正の必要のない人も装用することから度数0のレンズも含めて製造されるか、銘柄によっては度数0のものしか製造されないこともある。
Base Curve（BC）：湾曲度合
レンズの湾曲(カーブ)度合いのことである。ハードコンタクトレンズでは、度数と並んで重要な事項である。BCが不適切だと、瞳の上で動かなくなってレンズの下の涙が交換されず角膜障害に繋がったり、逆に動きすぎて外れてしまったりする。実際には中心部と周辺部とでカーブが異なり、また端部の形状も影響するので、単一の数値で適否が確実に分かるものではない。ある銘柄でBCいくつのレンズを処方されたことがあるからといって、違う銘柄でもそのBCのレンズがよいとは限らない。最適なBCであるか否かは、角膜にレンズを乗せてみて眼科医がレンズの動きを観察しなければ判断できない。一方、ソフトコンタクトレンズでは、レンズのカーブが角膜のカーブに合わせて変形するので、一種類のBCで多くの人に適合する。最終的には角膜にレンズを乗せてみた状態を眼科医が観察して適否を判断するが、ソフトコンタクトレンズでは一種類のBCしか用意されない銘柄が多いので、不適合の場合は銘柄自体を変更することになる。
Diameter（DIA）：直径
一般的に日本で販売されているものは定型である。
Cylinder（CYL）：乱視度数
眼鏡レンズは乱視度数-0.25Dから0.25D単位で用意されるが、乱視用コンタクトレンズは一番弱い度数でも-0.75D程度からで、その後の度数の刻みも大雑把である。弱い乱視は矯正せず、ある程度以上強い乱視も実際よりも弱くしか矯正せず、その分近視を強めに矯正して視力を出す前提の商品構成である。
Axis（Ax）：乱視軸
眼鏡では全く同じレンズを眼鏡枠に違う角度ではめることで乱視軸を合わせるが、乱視用コンタクトレンズではレンズ自体をその乱視軸用に作る必要がある。あらゆる乱視軸に対応しようとすると製造すべきレンズ種類が膨大になりコストが増すので、1種類から3種類程度の乱視軸しか用意されない銘柄が多い。乱視軸がぴったり合わなくても近い乱視軸のレンズで済ます前提の商品構成である。

## 構造
規格として、ベースカーブ（B.C.）、直径（D）、度数（P）の 3 つと、これらの値から決定される中心厚み（C.T.）がある。また、外周部はベベル（bevel）と呼ばれ、異物感を低下させレンズの動きや涙液交換のための緩い湾曲となっている。

## 購入

### 購入方法
医薬品医療機器等法上は、コンタクトレンズの購入にあたって医師の診療は必要なく、世界からのインターネット通販も含めて、消費者が自由に購入出来る。一般的に、販売店近隣の眼科診療所での検診・診察・処方箋が求められるが、これは販売店の自主規制である。販売店が「医師の診断が必要です」と言うのは、法的に必要だという意味でなく、購入者の眼の健康のために必要だという意味である。

### 診療報酬
コンタクトレンズの検診料については、診療報酬を適用することが健康保険財政の無駄遣いだとして問題視され、厚生労働省は個別検査料の点数加算方式を改め「コンタクトレンズ検査料」が新設されることとなった。コンタクトレンズの値下げ競争が激化し、レンズの販売では殆ど利益があがらず、診療所での保険診療による報酬で利益を補填する事例が目立ったためである。
平成18年（2006年）度から、初診は387点（コンタクトレンズ患者が70%以上の診療所では193点）、何らかの疾病を伴う再診は112点（同56点）とされ、さらに2008年度からは、コンタクトレンズ処方に係わる診療が全体の30％未満の医療機関では検査料200点、眼科の常勤医師（10年以上の経験年数を有する）が1名以上勤務する保健医療機関でコンタクトレンズ処方に係わる診療が全体の40％未満の医療機関では検査料56点へ、と大幅な削減が施行された。これにより、全額自己負担（自由診療）とするクリニックも出てきている。高額化した検診を嫌って検診を受けないままコンタクトレンズを使用する者が増加し、コンタクトレンズによる眼障害が増えることが予想されるとして反対する意見もある。
また、医療と販売の分離の原則より、保険適用の眼科施設にての販売および特定の販売店舗への利益誘導は行政指導の対象となり、さらには眼科医院と販売店の間の個人情報の不適切な取扱も問題である。しかしながら、多くの眼科施設においては装用指示文書の発行を拒否するなど、医販分離の理念は徹底されていない。これらの諸問題の解決を図る法制度の整備が求められている。なお2006年度から、乳幼児の弱視や先天性白内障手術後の治療用コンタクトレンズと眼鏡には、保険適用されるようになった。詳しくは弱視#保険機関の対応を参照。

## 製造販売元
- サンコンタクトレンズ
- メニコン
- シード
- アルコン（旧チバビジョン）
- オフテクス
- ボシュロム・ジャパン (Bausch&Lomb、BAUSCH&LOMB)
- ジョンソン・エンド・ジョンソン（アキュビュー）
- HOYA
- 日本オプティカル
- クーパービジョン（旧セイコーオプティカル→オキュラー社傘下）
- アイミー（旧旭化成アイミー→クーパービジョン傘下→日本コンタクトレンズ傘下→スーパーマックス傘下）
- レインボーオプチカル研究所
- Innova Vision
- ロート製薬
- 東レ（東レインターナショナル）
- シンシア
- アイレ

### 撤退した会社
- ファシル（旧クラレ）
- 日本コンタクトレンズ

## 使用する際の弊害
使用時間、消毒などの使用の説明を守っていれば問題はあまりないが、適切な利用を行っていない場合は、以下の状態を引き起こす。
ソフトレンズは、涙液交換が起きづらく、目の酸素不足になりやすく、角膜が傷ついてた場合に合併症を起こす可能性がある。
コンタクトレンズでは、角膜剥離などの角膜上皮障害が起きやすい。角膜上皮障害が慢性化すると、アメーバ性角膜炎などに感染しやすくなる。
コンタクトレンズについた汚れによるアレルギー性結膜炎、巨大乳頭結膜炎などが起きる。